# 明元皇后郭氏
郭皇后（かくこうごう）は、三国時代の魏の曹叡（明帝）の2番目の皇后。諡号は明元皇后。涼州西平郡の出身。父は郭満。母は杜氏。叔父は郭立。従弟は郭徳・郭建。

## 経歴
河右の豪族の娘であったが、西平郡において叛乱が起こったため、連座して後宮に没収された。黄初7年（226年）に曹叡の即位後、大いに寵愛され夫人（妃の位の一、皇后に次ぐ）となった。
景初2年12月（239年1月）に曹叡の病が篤くなると、皇后に冊立された。数日後曹叡は死去し、曹芳（斉王）は即位後、郭氏を尊んで皇太后とし、永寧宮と称した。
少帝曹芳の時代、廷臣らは先に皇太后の意を諮ってから政策を施行する、という体制を採っていた。これは表向きで、実際に当初は曹爽、のちに司馬懿やその息子たちが実権を握っており、皇太后自身にはほとんど権限がなかったと考えられている。しかし正始10年（249年）、司馬懿が曹爽にクーデターを起こした時には、曹爽・曹芳らが墓参に出かけた留守を見計らい、皇太后の支持を取り付けることでその正当化に成功している。
毌丘倹や鍾会を始めとする反逆者たちは、皇太后の命と称して叛乱を起こした。また、司馬師が曹芳を廃したときも、名目は皇太后の令を理由としていた。
しかし、曹芳の廃位後にその後継者を決定するとき、司馬師が曹拠を推したのに対し、皇太后は曹髦を推した。皇太后は理由として「彭城王（曹據）では太廟における昭穆の並びにそぐわない。これに相応しいのは、烈祖（曹叡）の血筋に連なる者である」としたが、あるいは実力者である司馬師の反対を封じる最も効果的なものとして、「太廟の序列」を挙げたとも取れる。曹髦は当時、才気煥発で利発な人柄と言われ、司馬氏が専横を始めようとするならば、まず敬遠するであろう人物であった。当然ながら皇太后と司馬師は対立したが、ついには皇太后の主張が通り、曹髦（高貴郷侯）が即位することとなった。
諸葛誕が反乱を起こした時は、皇太后と曹髦らが親征する形で、司馬昭に奉戴され反乱を鎮圧した。しかし曹髦は、専権を極める司馬昭を排除しようとして失敗し、司馬昭の側近である賈充の部下成済に殺された（甘露の変）。司馬昭は皇太后の令と称し「帝が皇太后を害しようとしたため殺害された」と理由を付けた。さらに、司馬昭が曹髦を庶民の格式で葬ろうとすると、これを聞きつけた司馬孚は反対し、皇太后に上奏して王の格式で葬る許可を取り付け、そのように行わせた。
景元4年12月24日（264年2月8日）に死去。翌景元5年（264年）2月、曹叡の高平陵の西に埋葬された。